# Сражение при Пльзене (976)
Сражение при Пльзене (чеш. Bitva u Plzně) — сражение между войсками чешского князя Болеслава II и Священной Римской империи, произошедшее в 976 году у укрепленного городища Старый Пльзень.

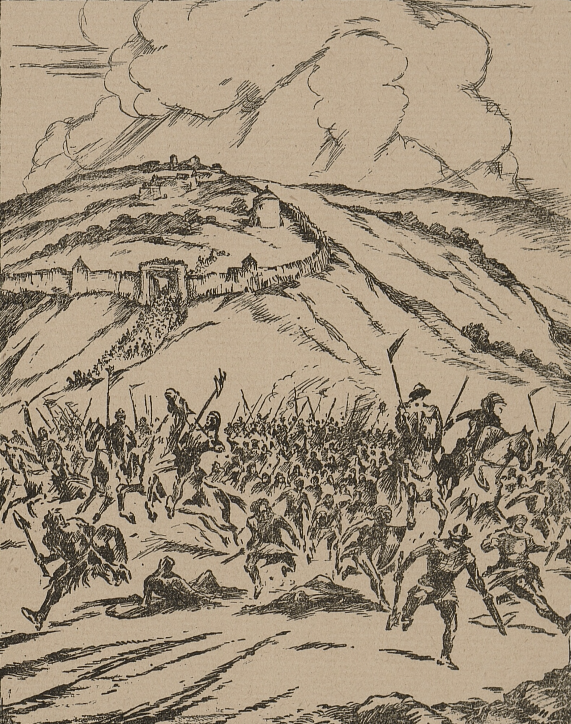
Сражение при Пльзене. Рисунок 1922 г.

Баварский герцог Генрих Сварливый, поднявший мятеж против императора Священной Римской империи и Германского короля Оттона II, после поражения в Регенсбурге бежал в Чехию, где нашёл убежище при княжеском дворе Болеслава II. Поэтому в июле 976 года Оттон II вторгся в страну. Имперские войска вошли в глубь Чехии, в то время как отряд под командованием Оттона I Швабского выступил позже и должен был прийти из Баварии на помощь армии Оттона. Однако, когда баварский отряд прибыл в Пльзень и солдаты решили искупаться, чешские войска атаковали и разбили их.

Однажды вечером, когда баварцы купались без охраны, враг внезапно ворвался в полном вооружении и бил их голыми, как ему вздумается, в палатках и на зеленом поле. Затем он вернулся домой со всем награбленным в радостном настроении и без собственных потерь.— Титмар Мерзебургский
В результате Оттон II ушел из Чехии, а Болеслав вторгся на территорию империи, и чехи разграбили резиденцию епископа в Цайце. Затем в 977 году император Оттон организовал новый военный поход в страну, но был застигнут восстанием трёх Генрихов, из-за чего вернулся в империю. Болеслав II решил закончить войну, примирившись с Оттоном, и в 978 году приехал на переговоры в Кведлинбург, где присягнул на верность императору при условии, что тот немедленно уйдет из Чехии.